# Protentomon fallax
Protentomon fallax är en urinsektsart som beskrevs av Bruno Condé 1948. Protentomon fallax ingår i släktet Protentomon och familjen Protentomidae. Inga underarter finns listade i Catalogue of Life.